# 希氏擬花鮨
希氏擬花鮨，又稱希氏擬花鱸，為輻鰭魚綱鱸形目鱸亞目鮨科的其中一種，分布於西印度洋的紅海及阿卡巴灣海域，棲息深度15-67公尺，體長可達13公分，生活在礁石區，為底棲性魚類，屬肉食性，可做為觀賞魚。

## 擴展閱讀
維基物種上的相關：希氏擬花鮨